# HMS Cumberland (1807)
HMS Cumberland (Корабль Его Величества «Камберленд») — 74-пушечный линейный корабль
третьего ранга. Седьмой корабль Королевского флота, названный HMS Cumberland, в честь английского графства Камберленд. Седьмой линейный корабль типа Repulse. Относился к так называемым «обычным 74-пушечным кораблям», нёс на верхней орудийной палубе 18-фунтовые пушки. Заложен в августе 1805 года. Спущен на воду 19 августа 1807 года на частной верфи Питчера в
Нортфлите. Принял участие во многих морских сражениях периода Наполеоновских войн.

## Служба
В январе 1808 года Cumberland вошел в состав эскадры адмирала Стрэчена, которая была направлена на поиски французской эскадры Закари Аллемана, прорвавшей блокаду Рошфора. 21 февраля 1808 года Cumberland присоединился к средиземноморскому флоту в Палермо, и находился там до конца 1809 года.
В октябре 1809 года Cumberland (капитан Филипп Вудхауз) был частью эскадры контр-адмирала Джорджа Мартина, которая находилась у берегов Каталонии и была отправлена на перехват небольшой французской эскадры контр-адмирала Франсуа Бодена, идущей из Тулона. Утром 23 октября HMS Volontaire обнаружил французскую эскадру и британцы устремились в погоню, но потеряли её из вида. HMS Tigre обнаружил Robuste, Borée, Lion и Paulineу на рассвете 24 октября, но флоты снова потеряли друг друга. Контакт был вновь установлен утром 25 октября, и погоня возобновилась. Пытаясь уйти от преследования Robuste и Lion сели на мель возле Фронтиньяна. После двух часов бесплодных попыток спасти корабли, Боден приказал им затопить. Они были подожжены и взорвались в 22:30.
Вечером 31 октября 1809 года судовые шлюпки с трех линейных кораблей (Tigre, Cumberland и Volontaire) и двух фрегатов (Apollo и Topaze) были отправлены в бухту Росаса, где, под защитой береговых батарей, стояли на якоре семь французских торговых судов, 16-пушечный вооруженный «купец» Lamproie, две канонерских лодки, Victoire и Grondeur, и вооруженная шебека Normande. Несмотря на сильный огонь как со стороны судов конвоя, так и со стороны береговых батарей, британцы смогли высадиться на суда и после короткого боя захватили все 11 судов конвоя. При этом лодки с Cumberland, которыми командовали лейтенанты Джон Мюррей, Ричард Стюарт и Уильям Брэдли, потеряли двух человек убитыми и 15 ранеными.
В 1816 году Cumberland был выведен из состава флота и отправлен в резерв в Чатеме. Он находился в резерве до 1830 года, пока не было принято решение переоборудовать корабль в плавучую тюрьму. В 1833 году он был переименован в Fortitude, а в 1870 был продан на слом.